# Randy Castillo
Randy Castillo właściwie Randolpho Francisco Castillo (ur. 18 grudnia 1950 w Albuquerque, zm. 26 marca 2002) – amerykański perkusista rockowy i heavymetalowy. Castillo współpracował m.in. z takimi wykonawcami jak: Lita Ford, Ozzy Osbourne, Red Square Black oraz Mötley Crüe.

## Wybrana dyskografia
| - Lita Ford – Dancin' on the Edge (1984) - Ozzy Osbourne – The Ultimate Sin (1986) - Ozzy Osbourne – No Rest for the Wicked (1988) - Ozzy Osbourne – Just Say Ozzy (1990) - Ozzy Osbourne – No More Tears (1991) |  | - Ozzy Osbourne – Live and Loud (1993) - Red Square Black – Red Square Black "EP" (1994) - Bret Michaels – A Letter From Death Row (The Album) (1998) - Mötley Crüe – New Tattoo (2000) - Mötley Crüe – Red, White & Crüe (2005) |

## Filmografia
- "Ozzy Osbourne: Don't Blame Me" (1991, film dokumentalny, reżyseria: Jeb Brien)[13]
- "The Life, Blood and Rhythm of Randy Castillo" (mat. archiwalne, 2014, film dokumentalny, reżyseria: Wynn Ponder)[14]